# Zuid-Amerikaans kampioenschap voetbal onder 17 - 2017
Het Zuid-Amerikaans kampioenschap voetbal onder 17 van 2017 was de 17e editie van het Zuid-Amerikaans kampioenschap voetbal onder 17, een toernooi voor nationale ploegen van landen uit Zuid-Amerika. De spelers die deelnemen zijn onder de 17 jaar. Er namen 10 landen deel aan dit toernooi dat van 23 februari tot en met 19 maart 2017 in Chili werd gespeeld. Brazilië werd winnaar van het toernooi.
Dit toernooi dient tevens als kwalificatietoernooi voor het wereldkampioenschap voetbal onder 17 van 2017, dat van 6 oktober tot en met 28 oktober in India wordt gespeeld. De vier beste landen van dit toernooi plaatsen zich, dat zijn Brazilië, Chili, Colombia en Paraguay.

## Stadions
| Rancagua                               | Talca                            | Curicó                              |
| -------------------------------------- | -------------------------------- | ----------------------------------- |
| Estadio El Teniente Capaciteit: 13.849 | Estadio Fiscal Capaciteit: 8.200 | Estadio La Granja Capaciteit: 8.000 |
|                                        |                                  |                                     |

## Groepsfase

### Groep A
| Pos. | Land     | GW | W | G | V | DV | DT | +/− | Ptn. |
| ---- | -------- | -- | - | - | - | -- | -- | --- | ---- |
| 1    | Chili    | 4  | 2 | 2 | 0 | 4  | 2  | +2  | 8    |
| 2    | Colombia | 4  | 2 | 1 | 1 | 8  | 6  | +2  | 7    |
| 3    | Ecuador  | 4  | 2 | 0 | 2 | 3  | 3  | 0   | 6    |
| 4    | Uruguay  | 4  | 1 | 1 | 2 | 4  | 5  | –1  | 4    |
| 5    | Bolivia  | 4  | 1 | 0 | 3 | 3  | 6  | –3  | 3    |

|                        |              |     |                          |                                                                      |
| 23 februari 2017 20:00 | Ecuador      | 1–2 | Colombia                 | Estadio El Teniente, Rancagua Scheidsrechter: Michael Espinoza (PER) |
| 23 februari 2017 20:00 | Rezabala 25' |     | Barrero 72' Peñaloza 78' | Estadio El Teniente, Rancagua Scheidsrechter: Michael Espinoza (PER) |

|                        |                 |     |         |                                                                 |
| 23 februari 2017 22:15 | Chili           | 1–0 | Bolivia | Estadio El Teniente, Rancagua Scheidsrechter: José Méndez (PAR) |
| 23 februari 2017 22:15 | S. Valencia 38' |     |         | Estadio El Teniente, Rancagua Scheidsrechter: José Méndez (PAR) |

|                        |            |     |         |                                                                   |
| 25 februari 2017 20:00 | Ecuador    | 1–0 | Uruguay | Estadio El Teniente, Rancagua Scheidsrechter: Raphael Claus (BRA) |
| 25 februari 2017 20:00 | Porozo 16' |     |         | Estadio El Teniente, Rancagua Scheidsrechter: Raphael Claus (BRA) |

|                        |             |     |              |                                                                  |
| 25 februari 2017 22:15 | Chili       | 1–1 | Colombia     | Estadio El Teniente, Rancagua Scheidsrechter: Jorge Baliño (ARG) |
| 25 februari 2017 22:15 | Alarcón 70' |     | Peñaloza 60' | Estadio El Teniente, Rancagua Scheidsrechter: Jorge Baliño (ARG) |

|                        |              |     |                                            |                                                                 |
| 27 februari 2017 17:00 | Uruguay      | 1–3 | Colombia                                   | Estadio El Teniente, Rancagua Scheidsrechter: José Méndez (PAR) |
| 27 februari 2017 17:00 | Falconis 44' |     | Peñaloza 38' (pen.) Barrero 49' Campaz 63' | Estadio El Teniente, Rancagua Scheidsrechter: José Méndez (PAR) |

|                        |            |     |         |                                                                    |
| 27 februari 2017 19:15 | Ecuador    | 1–0 | Bolivia | Estadio El Teniente, Rancagua Scheidsrechter: Adrián Cabello (VEN) |
| 27 februari 2017 19:15 | Campos 80' |     |         | Estadio El Teniente, Rancagua Scheidsrechter: Adrián Cabello (VEN) |

|                    |                      |     |                        |                                                                   |
| 1 maart 2017 17:00 | Colombia             | 2–3 | Bolivia                | Estadio El Teniente, Rancagua Scheidsrechter: Raphael Claus (BRA) |
| 1 maart 2017 17:00 | López 76' Campaz 79' |     | Roca 3', 56' Melgar 7' | Estadio El Teniente, Rancagua Scheidsrechter: Raphael Claus (BRA) |

|                    |                 |     |           |                                                                    |
| 1 maart 2017 19:15 | Chili           | 1–1 | Uruguay   | Estadio El Teniente, Rancagua Scheidsrechter: Adrián Cabello (VEN) |
| 1 maart 2017 19:15 | A. Valencia 89' |     | Neris 70' | Estadio El Teniente, Rancagua Scheidsrechter: Adrián Cabello (VEN) |

|                    |                      |     |         |                                                                      |
| 3 maart 2017 17:00 | Uruguay              | 2–0 | Bolivia | Estadio El Teniente, Rancagua Scheidsrechter: Michael Espinoza (PER) |
| 3 maart 2017 17:00 | Chacón 45' Viera 65' |     |         | Estadio El Teniente, Rancagua Scheidsrechter: Michael Espinoza (PER) |

|                    |                   |     |         |                                                                  |
| 3 maart 2017 19:15 | Chili             | 1–0 | Ecuador | Estadio El Teniente, Rancagua Scheidsrechter: Jorge Baliño (ARG) |
| 3 maart 2017 19:15 | Porozo 23' (e.d.) |     |         | Estadio El Teniente, Rancagua Scheidsrechter: Jorge Baliño (ARG) |

### Groep B
| Pos. | Land       | GW | W | G | V | DV | DT | +/− | Ptn. |
| ---- | ---------- | -- | - | - | - | -- | -- | --- | ---- |
| 1    | Brazilië   | 4  | 3 | 1 | 0 | 7  | 1  | +6  | 10   |
| 2    | Paraguay   | 4  | 2 | 2 | 0 | 6  | 3  | +3  | 8    |
| 3    | Venezuela  | 4  | 2 | 1 | 1 | 6  | 5  | +1  | 7    |
| 4    | Argentinië | 4  | 1 | 0 | 3 | 3  | 4  | –1  | 3    |
| 5    | Peru       | 4  | 0 | 0 | 4 | 2  | 11 | –9  | 0    |

|                        |            |              |           |                                                                |
| 24 februari 2017 20:00 | Argentinië | 0–1          | Venezuela | Estadio La Granja, Curicó Scheidsrechter: Eduardo Gamboa (CHI) |
| 24 februari 2017 20:00 |            | Chalbaud 53' |           | Estadio La Granja, Curicó Scheidsrechter: Eduardo Gamboa (CHI) |

|                        |                                                          |     |      |                                                                 |
| 24 februari 2017 22:15 | Brazilië                                                 | 3–0 | Peru | Estadio La Granja, Curicó Scheidsrechter: Juan Albarracín (ECU) |
| 24 februari 2017 22:15 | Vinícius Jr. 13' Marcos Antônio 33' Lincoln 45+2' (pen.) |     |      | Estadio La Granja, Curicó Scheidsrechter: Juan Albarracín (ECU) |

|                        |            |            |          |                                                                   |
| 26 februari 2017 20:00 | Argentinië | 0–1        | Paraguay | Estadio La Granja, Curicó Scheidsrechter: Juan Nelio García (BOL) |
| 26 februari 2017 20:00 |            | Romero 19' |          | Estadio La Granja, Curicó Scheidsrechter: Juan Nelio García (BOL) |

|                        |              |     |           |                                                                 |
| 26 februari 2017 22:15 | Brazilië     | 1–0 | Venezuela | Estadio La Granja, Curicó Scheidsrechter: Leodán González (URU) |
| 26 februari 2017 22:15 | Paulinho 55' |     |           | Estadio La Granja, Curicó Scheidsrechter: Leodán González (URU) |

|                        |                                   |     |                         |                                                             |
| 28 februari 2017 18:00 | Paraguay                          | 2–2 | Venezuela               | Estadio Fiscal, Talca Scheidsrechter: Juan Albarracín (ECU) |
| 28 februari 2017 18:00 | Galeano 22' (pen.) Morínigo 90+1' |     | Fereira 47' Hurtado 68' | Estadio Fiscal, Talca Scheidsrechter: Juan Albarracín (ECU) |

|                        |                             |     |      |                                                             |
| 28 februari 2017 20:15 | Argentinië                  | 3–0 | Peru | Estadio Fiscal, Talca Scheidsrechter: Leodán González (URU) |
| 28 februari 2017 20:15 | Colidio 35', 39' Obando 57' |     |      | Estadio Fiscal, Talca Scheidsrechter: Leodán González (URU) |

|                    |                                     |     |                           |                                                               |
| 2 maart 2017 17:00 | Venezuela                           | 3–2 | Peru                      | Estadio Fiscal, Talca Scheidsrechter: Juan Nelio García (BOL) |
| 2 maart 2017 17:00 | Barragán 21' Hurtado 30' Makoun 77' |     | Mifflin 24' Sánchez 45+3' | Estadio Fiscal, Talca Scheidsrechter: Juan Nelio García (BOL) |

|                    |                  |     |                    |                                                            |
| 2 maart 2017 19:15 | Brazilië         | 1–1 | Paraguay           | Estadio Fiscal, Talca Scheidsrechter: Eduardo Gamboa (CHI) |
| 2 maart 2017 19:15 | Vinícius Jr. 38' |     | Sánchez 15' (pen.) | Estadio Fiscal, Talca Scheidsrechter: Eduardo Gamboa (CHI) |

|                    |                                  |     |      |                                                             |
| 4 maart 2017 17:00 | Paraguay                         | 2–0 | Peru | Estadio Fiscal, Talca Scheidsrechter: Juan Albarracín (ECU) |
| 4 maart 2017 17:00 | Rodríguez 20' Fuentes 43' (e.d.) |     |      | Estadio Fiscal, Talca Scheidsrechter: Juan Albarracín (ECU) |

|                    |                              |     |            |                                                             |
| 4 maart 2017 19:15 | Brazilië                     | 2–0 | Argentinië | Estadio Fiscal, Talca Scheidsrechter: Leodán González (URU) |
| 4 maart 2017 19:15 | Brenner 61' Yuri Alberto 82' |     |            | Estadio Fiscal, Talca Scheidsrechter: Leodán González (URU) |

## Finaleronde
| Pos. | Land      | GW | W | G | V | DV | DT | +/− | Ptn. |
| ---- | --------- | -- | - | - | - | -- | -- | --- | ---- |
| 1    | Brazilië  | 5  | 4 | 1 | 0 | 17 | 2  | +15 | 13   |
| 2    | Chili     | 5  | 3 | 0 | 2 | 3  | 7  | –4  | 9    |
| 3    | Paraguay  | 5  | 2 | 2 | 1 | 10 | 7  | +3  | 8    |
| 4    | Colombia  | 5  | 2 | 1 | 2 | 4  | 6  | –2  | 7    |
| 5    | Venezuela | 5  | 1 | 1 | 3 | 5  | 10 | –5  | 4    |
| 6    | Ecuador   | 5  | 0 | 1 | 4 | 5  | 12 | –7  | 1    |

|                    |                           |     |              |                                                                       |
| 7 maart 2017 17:45 | Colombia                  | 2–1 | Ecuador      | Estadio El Teniente, Rancagua Scheidsrechter: Juan Nelio García (BOL) |
| 7 maart 2017 17:45 | Campaz 53' Martínez 90+2' |     | Quiñónez 12' | Estadio El Teniente, Rancagua Scheidsrechter: Juan Nelio García (BOL) |

|                    |                      |     |           |                                                                     |
| 7 maart 2017 20:00 | Chili                | 1–0 | Venezuela | Estadio El Teniente, Rancagua Scheidsrechter: Juan Albarracín (ECU) |
| 7 maart 2017 20:00 | Antonio DíazDíaz 37' |     |           | Estadio El Teniente, Rancagua Scheidsrechter: Juan Albarracín (ECU) |

|                    |                         |     |                           |                                                                    |
| 7 maart 2017 22:15 | Brazilië                | 2–2 | Paraguay                  | Estadio El Teniente, Rancagua Scheidsrechter: Eduardo Gamboa (CHI) |
| 7 maart 2017 22:15 | Lincoln 15', 40' (pen.) |     | Sánchez 78' Fernández 82' | Estadio El Teniente, Rancagua Scheidsrechter: Eduardo Gamboa (CHI) |

|                     |                            |     |                       |                                                                    |
| 10 maart 2017 17:45 | Paraguay                   | 2–2 | Ecuador               | Estadio El Teniente, Rancagua Scheidsrechter: Adrián Cabello (VEN) |
| 10 maart 2017 17:45 | J. Rolón 44' Fernández 56' |     | Micolta 35' Tobar 39' | Estadio El Teniente, Rancagua Scheidsrechter: Adrián Cabello (VEN) |

|                     |            |     |          |                                                                   |
| 10 maart 2017 20:00 | Chili      | 1–0 | Colombia | Estadio El Teniente, Rancagua Scheidsrechter: Raphael Claus (BRA) |
| 10 maart 2017 20:00 | Zúñiga 19' |     |          | Estadio El Teniente, Rancagua Scheidsrechter: Raphael Claus (BRA) |

|                     |                                                                    |     |           |                                                                 |
| 10 maart 2017 22:15 | Brazilië                                                           | 4–0 | Venezuela | Estadio El Teniente, Rancagua Scheidsrechter: José Méndez (PAR) |
| 10 maart 2017 22:15 | Luna 24' (e.d.) Lucas Halter 39' Vinícius Jr. 83' Yuri Alberto 90' |     |           | Estadio El Teniente, Rancagua Scheidsrechter: José Méndez (PAR) |

|                     |          |     |           |                                                                  |
| 13 maart 2017 17:45 | Colombia | 0–0 | Venezuela | Estadio El Teniente, Rancagua Scheidsrechter: Jorge Baliño (ARG) |
| 13 maart 2017 17:45 |          |     |           | Estadio El Teniente, Rancagua Scheidsrechter: Jorge Baliño (ARG) |

|                     |       |                         |          |                                                                 |
| 13 maart 2017 20:00 | Chili | 0–2                     | Paraguay | Estadio El Teniente, Rancagua Scheidsrechter: Óscar Rojas (URU) |
| 13 maart 2017 20:00 |       | Romero 7' Sánchez 45+1' |          | Estadio El Teniente, Rancagua Scheidsrechter: Óscar Rojas (URU) |

|                     |                                   |     |         |                                                                      |
| 13 maart 2017 22:15 | Brazilië                          | 3–0 | Ecuador | Estadio El Teniente, Rancagua Scheidsrechter: Michael Espinoza (PER) |
| 13 maart 2017 22:15 | Vinícius Jr. 19', 29' Lincoln 52' |     |         | Estadio El Teniente, Rancagua Scheidsrechter: Michael Espinoza (PER) |

|                     |                                       |     |                       |                                                                        |
| 16 maart 2017 17:45 | Paraguay                              | 3–1 | Venezuela             | Estadio El Teniente, Rancagua Scheidsrechter: Fernando Rapallini (ARG) |
| 16 maart 2017 17:45 | Fernández 2' Romero 20' Rodríguez 54' |     | Cásseres 90+1' (pen.) | Estadio El Teniente, Rancagua Scheidsrechter: Fernando Rapallini (ARG) |

|                     |            |     |         |                                                                       |
| 16 maart 2017 20:00 | Chili      | 1–0 | Ecuador | Estadio El Teniente, Rancagua Scheidsrechter: Juan Nelio García (BOL) |
| 16 maart 2017 20:00 | Zúñiga 34' |     |         | Estadio El Teniente, Rancagua Scheidsrechter: Juan Nelio García (BOL) |

|                     |                                     |     |          |                                                                     |
| 16 maart 2017 22:15 | Brazilië                            | 3–0 | Colombia | Estadio El Teniente, Rancagua Scheidsrechter: Leodán González (URU) |
| 16 maart 2017 22:15 | Vinícius Jr. 24', 52' Alerrando 69' |     |          | Estadio El Teniente, Rancagua Scheidsrechter: Leodán González (URU) |

|                     |                          |     |                                                           |                                                                 |
| 19 maart 2017 17:45 | Ecuador                  | 2–4 | Venezuela                                                 | Estadio El Teniente, Rancagua Scheidsrechter: Óscar Rojas (URU) |
| 19 maart 2017 17:45 | Rezabala 37' Micolta 46' |     | Hurtado 21' Echeverría 25' (pen.) Barragán 77' Luna 90+2' | Estadio El Teniente, Rancagua Scheidsrechter: Óscar Rojas (URU) |

|                     |                       |     |            |                                                                      |
| 19 maart 2017 20:00 | Colombia              | 2–1 | Paraguay   | Estadio El Teniente, Rancagua Scheidsrechter: Michael Espinoza (PER) |
| 19 maart 2017 20:00 | Barrero 40' Vidal 66' |     | Sánchez 9' | Estadio El Teniente, Rancagua Scheidsrechter: Michael Espinoza (PER) |

|                     |       |                                                   |          |                                                                  |
| 19 maart 2017 22:15 | Chili | 0–5                                               | Brazilië | Estadio El Teniente, Rancagua Scheidsrechter: Jorge Baliño (ARG) |
| 19 maart 2017 22:15 |       | Paulinho 12' Alan Souza 44', 63', 83' Lincoln 80' |          | Estadio El Teniente, Rancagua Scheidsrechter: Jorge Baliño (ARG) |